# マルベリー・ストリート (マンハッタン)

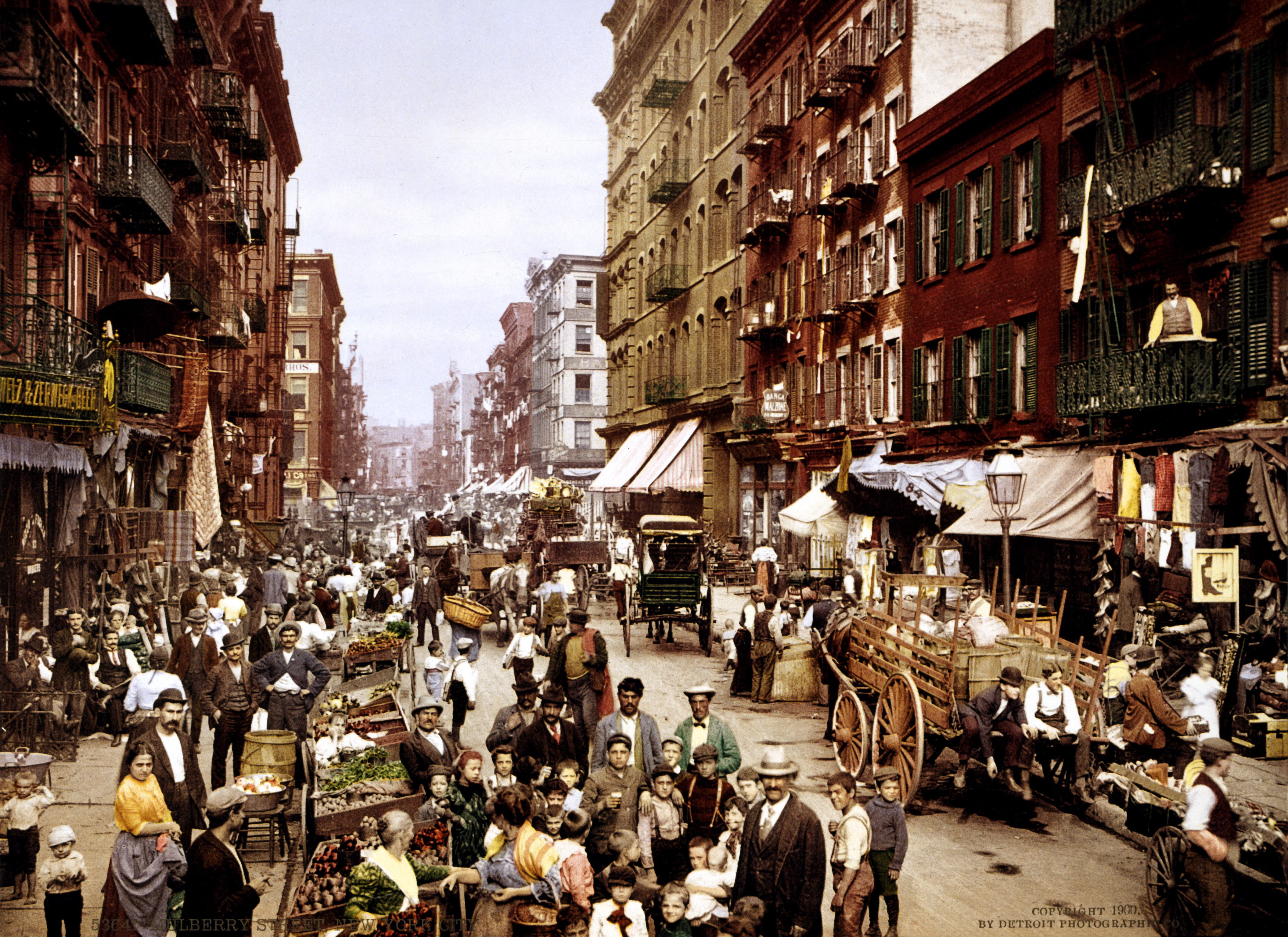
1900年頃のマルベリー・ストリート

マルベリー・ストリート (Mulberry Street) は、アメリカ合衆国ニューヨーク州ニューヨーク市マンハッタン区にある通りである。通りは歴史的にイタリア系アメリカ人の文化との結びつきが強く、19世紀から20世紀にかけてはマンハッタン区のリトル・イタリーの中心であった。
マルベリー・ストリートの開通日は分かっていないが少なくとも1755年以降の地図には記載されている。マルベリー・ストリートは南端付近で大きく曲がっているが、これはかつて存在していたコレクト・ポンドという池を囲む湿地を避けるために曲げられたものである。アメリカ独立革命の時代にはマルベリー・ストリートは"スローターハウス・ストリート"と呼ばれていた。これは1784年の夏までマルベリー・ストリートとベイヤード・ストリートの交差点南西にあったニコラス・ベイヤードのスローターハウス、つまり屠畜場から取られた名前であった。
東のマルベリー・ストリートと西のオレンジ・ストリートによって形成されたマルベリー・ベンドは歴史的に悪名高いファイブ・ポインツの中心の一部であった。マルベリー・ストリートの他にファイブ・ポインツを形成していた通りはアンソニー・ストリート（現：ワース・ストリート）、クロス・ストリート（現：モスコ・ストリート）、オレンジ・ストリート（現：バクスター・ストリート）、リトル・ウォーター・ストリート（廃止）であった。

## 所在地
マルベリー・ストリートはバクスター・ストリートとモット・ストリートの間に位置している。東に1ブロックのモット・ストリートと並行するようにリトル・イタリーの中心を貫くように南北に走り、北はノーホーのブリーカー・ストリート、南はトライベッカのワース・ストリートが終端となっている。通りの南端付近ではチャイナタウンに入り、八百屋、肉屋、魚屋が立ち並んでいる。
ベイヤード・ストリートとの交差点とワース・ストリートとの交差点の間のマルベリー・ストリートの西側には1897年に建設されたコロンバス・パークがある。

### マルベリー・ベンド

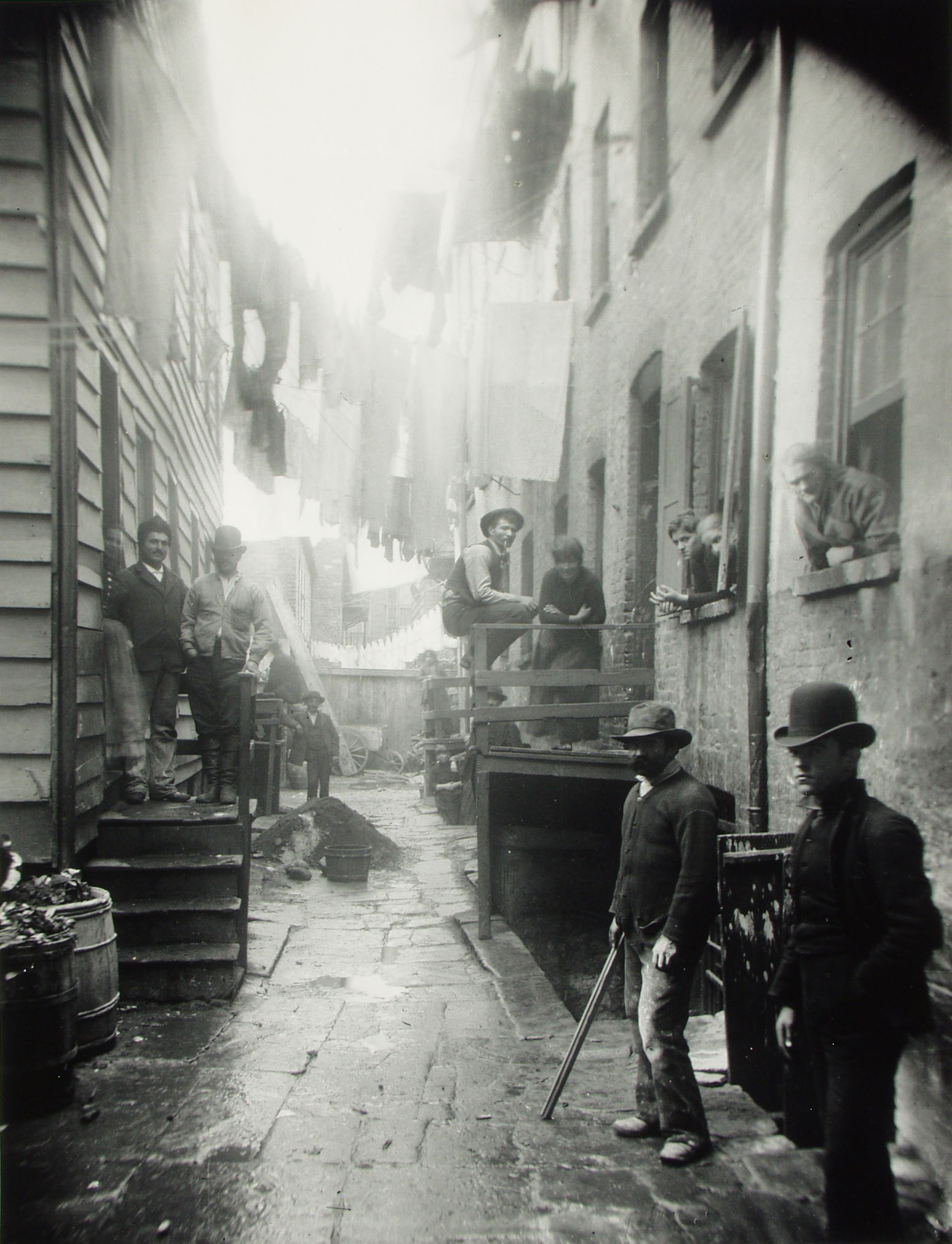
1888年にジェイコブ・リースの撮影したマルベリー・ストリートの路地裏

この通りの名前はマルベリー・ストリートの屈曲部であるマルベリー・ベンドにマルベリーツリー、つまり桑の木が並んでいたことから名付けられた。スクリブナーズ・マガジンでは「マルベリー・ベンドはマルベリー・ストリートの狭い曲がり角で、背の高い長屋の曲がりくねった渓谷である。...たくさんの人でいっぱいで行き来するものが歩道から通りのほぼ中央まで広がっている。...歩道の大部分と側溝は商売人のスタンドが占有していて群集は通りにいる。(Mulberry Bend is a narrow bend in Mulberry Street, a tortuous ravine of tall tenement-houses... so full of people that the throngs going and coming spread off the sidewalk nearly to the middle of the street... The crowds are in the street because much of the sidewalk and all of the gutter is taken up with vendors' stands.)」と書かれている。
ジャーナリスト兼写真家のジェイコブ・リースは、ニューヨーク市における最悪のスラム街であるマルベリー・ベンドの治安を良くしようとした。中でも1902年出版の本『The Battle with the Slum』に載せられた"A Mulberry Bend Alley"と"Mulberry Bend becomes a park"という2枚の写真は、公園ができて明るくなった表通りとそれでもなお暗い路地裏という対比したマルベリー・ベンドの風景を写しておりマルベリー・ベンドの治安向上を呼びかけていた。リースを始めとするこのような運動に対応して、市は1890年代に多くのスラム街と化した通りを買収し安アパートを公園に置き換えた。

### 有名な建物
パック・ビルディングはマルベリー・ストリートとハウストン・ストリートの交差点南東にある。そこから南、プリンス・ストリートとの交差点北東にはセント・パトリック旧大聖堂がある。113バクスター・ストリートに建つモースト・プレシャス・ブラッド教会は移民としてやってきたイタリア人によって建設された。

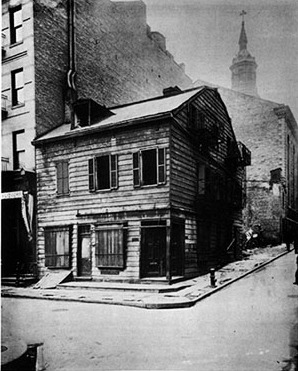
ブラック・ホース居酒屋、マルベリー&パーク・ストリート
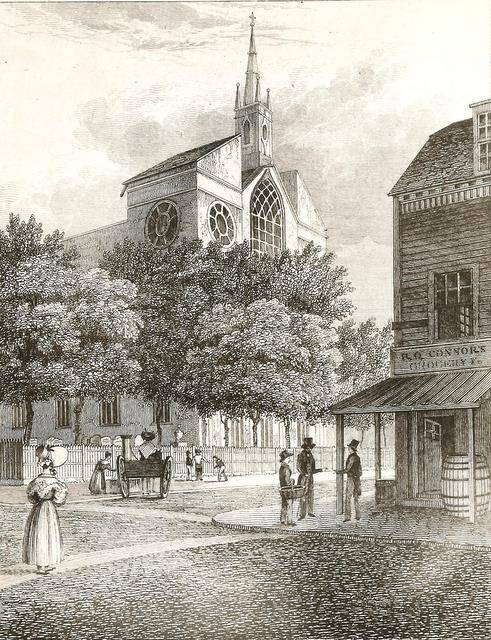
セント・パトリック旧大聖堂、1815年撮影
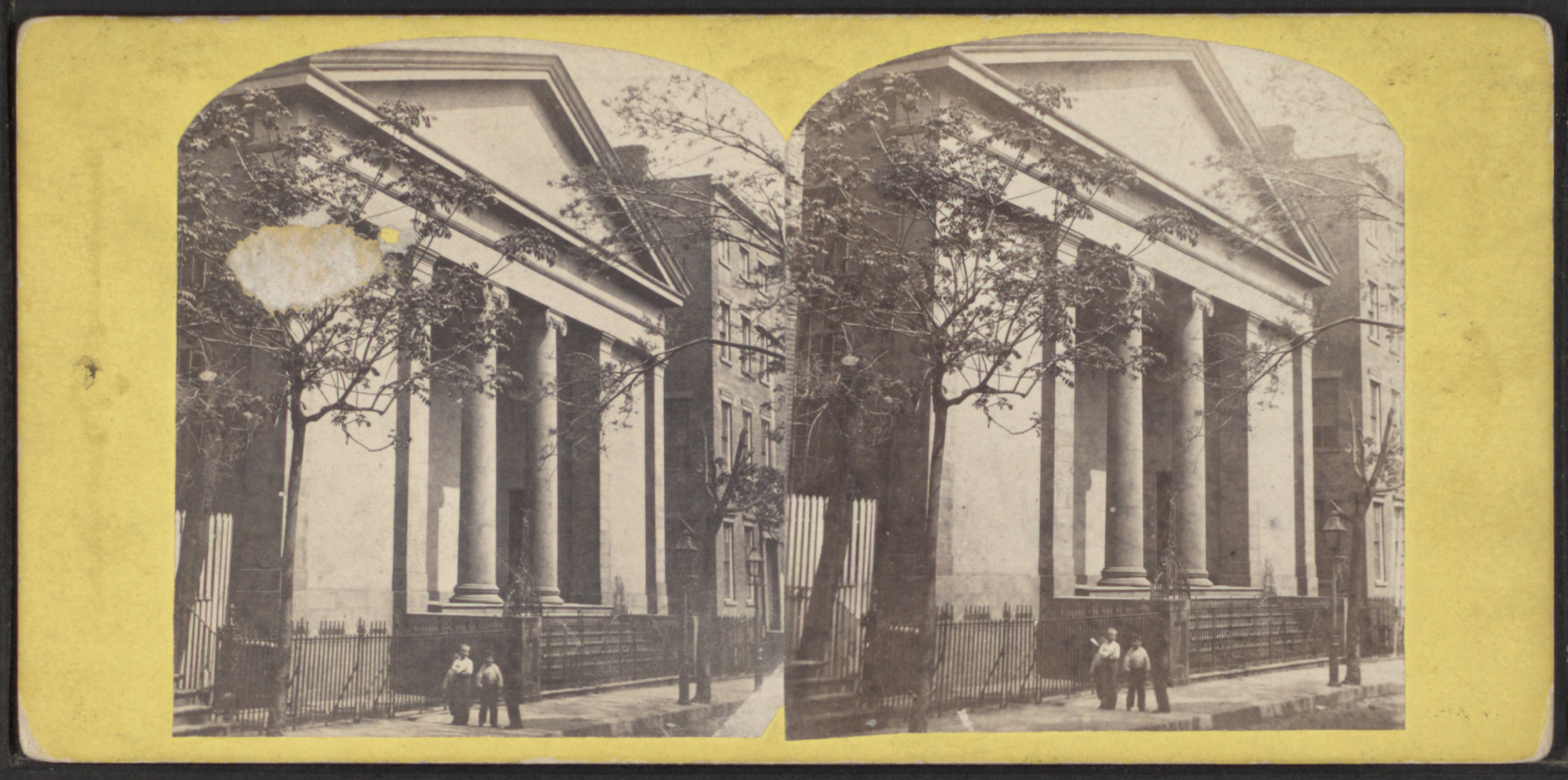
セント・フィリップ教会

## 文化

### 社会構造
ニューヨーク・タイムズは1896年5月にリトル・イタリー/マルベリー周辺を特徴づけるために記者団を送り込み、以下の文の掲載された記事を作成した。
彼らは労働者で、手動作業のすべての等級のトイレで作業している。彼らは職人であり、彼らは廃品回収業者であり、そしてここにもまた屑拾いが住んでいる。...イタリア人のモンスターのコロニーがあり、彼らはラテン系の商業または商店コミュニティと呼ばれるかもしれない。ここにはあらゆる種類の店、年金、食料品、果物屋、仕立て屋、靴屋、ワイン商人、輸入業者、楽器製造業者があり、公証人、弁護士、医師、薬局、葬儀業者がいる。...都市のドイツ人を除く他のどの外国人よりもイタリア人の中に多くの銀行家がいる。
(They are laborers; toilers in all grades of manual work; they are artisans, they are junkman, and here, too, dwell the rag pickers....There is a monster colony of Italians who might be termed the commercial or shop keeping community of the Latins. Here are all sorts of stores, pensions, groceries, fruit emporiums, tailors, shoemakers, wine merchants, importers, musical instrument makers....There are notaries, lawyers, doctors, apothecaries, undertakers.... There are more bankers among the Italians than among any other foreigners except the Germans in the city.)

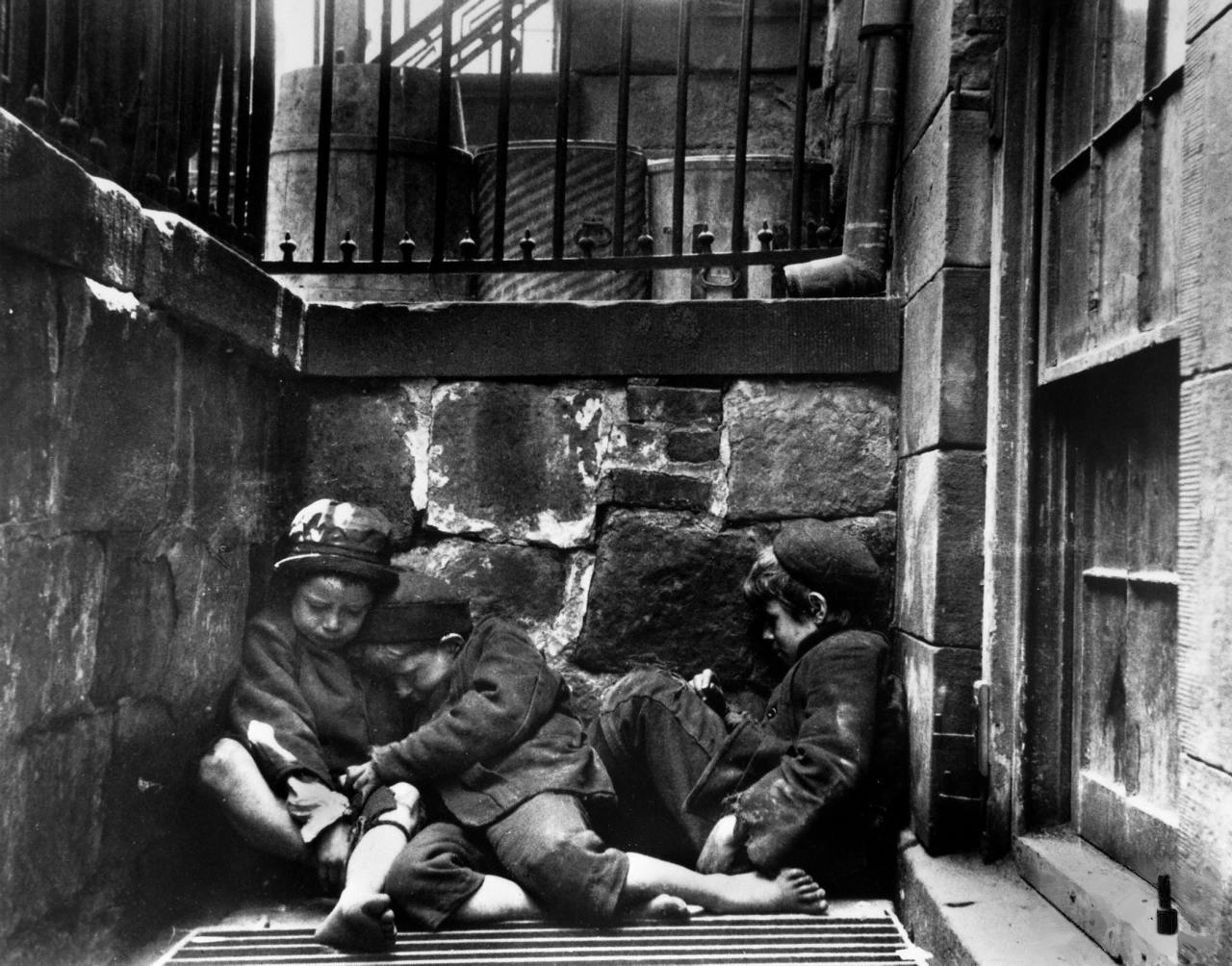
マルベリー・ストリートで子供が眠っている、1890年撮影
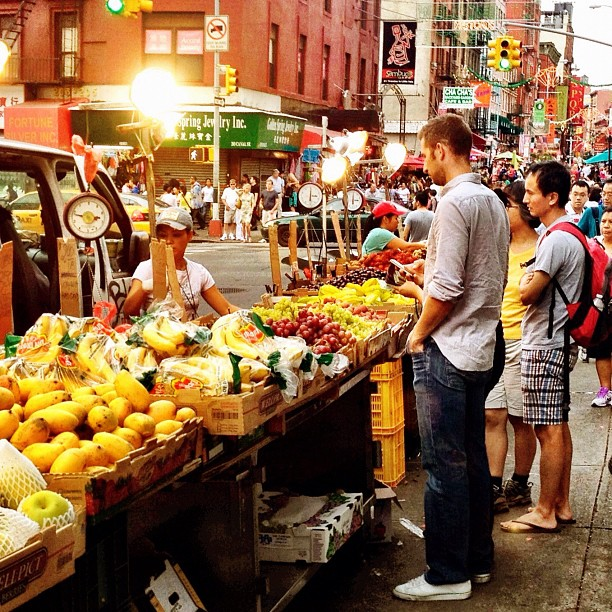
マルベリー・ストリートに出店された果物の店
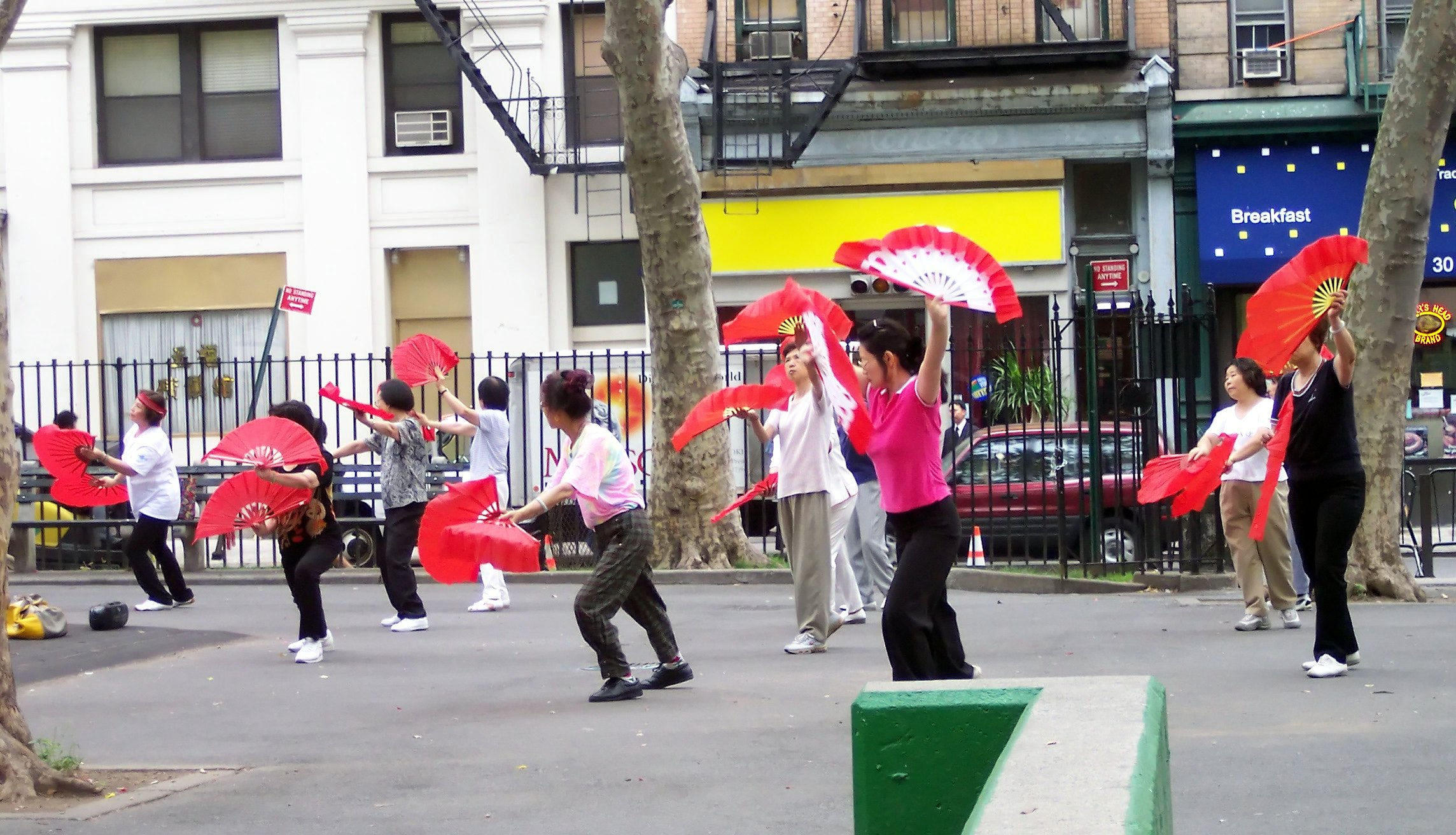
マルベリー・ストリートで太極拳の練習をする人たち
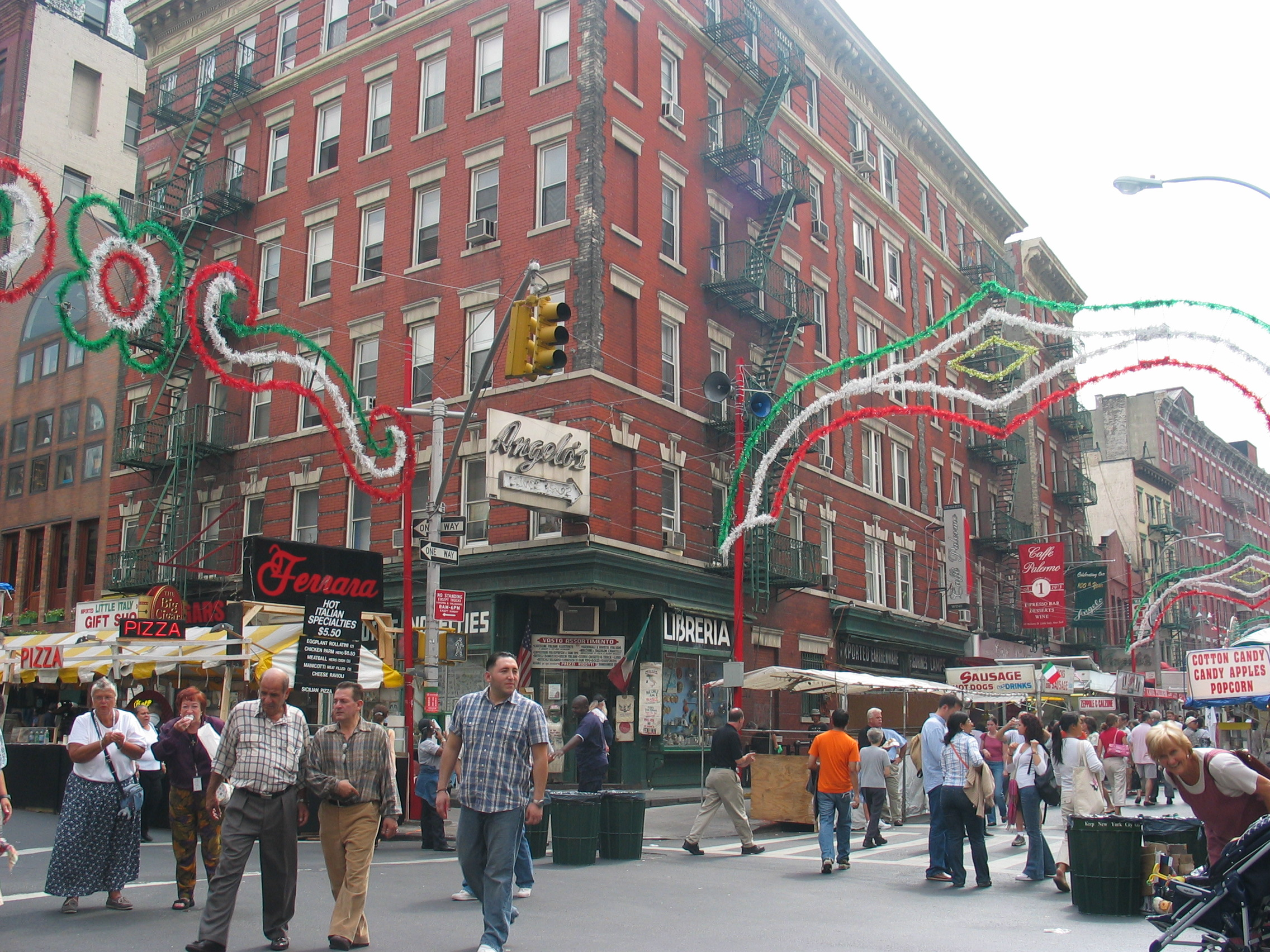
マルベリー・ストリートで開催されるリトル・イタリーのお祭り

### サン・ジェナーロ祭

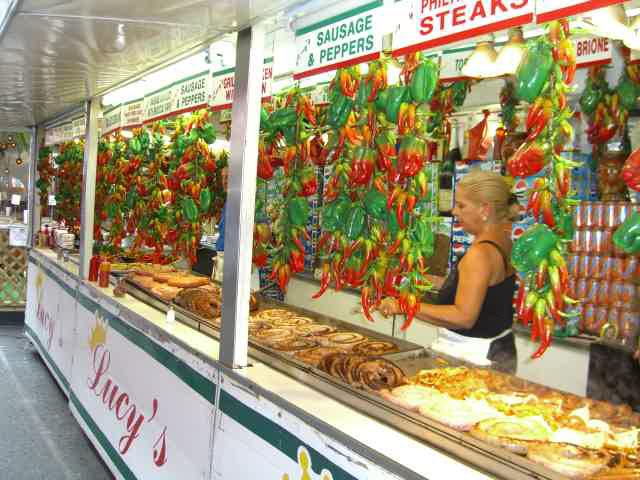
2006年のサン・ジェナーロ祭でマルベリー・ストリートに出店された露店

毎年9月に11日間続けられるイタリア系アメリカ人のお祭りサン・ジェナーロ祭では、マルベリー・ストリート全体が会場となるため期間中は自動車通行止めとなる。サン・ジェナーロ祭は1926年より始められた。

## ポップカルチャー
マルベリー・ストリートはしばしば本、映画、音楽の舞台となることがあった。
本
- 『マルベリーどおりのふしぎなできごと (And to Think That I Saw It on Mulberry Street)』、セオドア・スース・ガイゼル著（ドクター・スース）

映画
- 『フェイク』(1997年) の中でアル・パチーノ演じる"レフティー"がこう語るシーンがある。「...マルベリー・ストリートのレフティーについて誰にでも、誰にでも尋ねて下さい...(... ask anybody, anybody, about Lefty, from Mulberry Street ...)」
- 『ギャング・オブ・ニューヨーク』(2002年) ではビル・ザ・ブッチャー・カッティングがマルベリー・ストリートをファイブ・ポインツを構成する5つの通りの1つと呼んでいる。

音楽
- ビリー・ジョエルが1986年に発表したアルバム『ザ・ブリッジ』に収録された『ビッグ・マン・オン・マルベリー・ストリート』
- ヒップホップグループローズ・オブ・ブルックリンは彼らの曲『ザ・バッド・ラケット』の中でマルベリー・ストリートにおけるマフィアの"座り込み"について話している。

テレビドラマ
- 『セックス・アンド・ザ・シティ』第4シーズンでエイダンとスティーブはマルベリー・ストリートにバーを開く。
- 『エイリアニスト』第1シーズン2話でマルベリー・ストリートについて話すシーンがある。